# Almamune
Abul Abas Almamune Abedalá ibne Harune Arraxide (em árabe: ‏أبو العباس عبد الله المأمون بن هارون الرشيد; romaniz.: Abū l-ʿAbbās ʿAbd Allāh al-Maʾmūn b. Hārūn ar-Rašīd), cognominado Almamune (em árabe: ابوجعفر عبدالله المأمون; romaniz.: al-Ma'mun; lit. "aquele em que se tem confiança; leal"), nascido a 13 de setembro de 786 em Baguedade e e morto a 9 de agosto de 833 em Tarso, foi um califa abássida que reinou entre 813 e 833.

## Juventude
Almamune nasceu no dia da entronização do seu pai Harune Arraxide e foi-lhe dado o nome de Abedalá. A sua mãe era uma escrava persa de nome Marajil. Algum tempo mais tarde, Harune Arraxide teve outro filho, Alamim, da sua esposa Zubaida, neta do califa Almançor. Harune começou por querer reconhecer Abedalá como seu herdeiro presuntivo, dando-lhe o nome de Almamune. Zubaida e os seus partidários opôs-se a essa intenção, considerando Alamim era mais legítimo. Harune acabou por ceder e reconheceu como herdeiro o seu filho com Zubaida, quando ele tinha apenas cinco anos (802). Durante uma peregrinação a Meca, Harune Arraxide decreta um arranjo entre os seus dois filhos: Alamim era o herdeiro presuntivo e governaria o oeste do império (Iraque e Síria), enquanto Almamune seria o segundo na linha sucessória e governaria a parte oriental do império (Coração, Irão) a partir de Merv.[carece de fontes?]

## Tomada do poder
Depois da morte de Harune Arraxide em 809, a relação entre os dois irmãos deteriorou-se. Em resposta aos atos independentistas de Almamune, Alamim designou o seu filho Musa como sucessor presuntivo. Cada um dos irmãos acusava o outro de ter rompido o pacto de Meca e estalou uma guerra civil. O primeiro confronto militar, a Batalha de Rei, deu-se a 1 de maio de 811, perto de Rei (atualmente um subúrbio de Teerão), envolvendo as tropas de Alamim vindas do Iraque e da Síria e as de Almamune vindas de Coração, comandadas por Tair ibne Huceine. A batalha começou com um combate singular entre os dois generais, mas uma carga do exército de Coração pôs o exército de Baguedade em debandada. Almamune foi então aclamado califa no Coração e no Tabaristão. Alamim retirou-se para Baguedade, onde teve que fazer face a motins no exército.
Baguedade foi cercada pelo exército de Almamune em agosto de 812. Em 813, uma nova série de derrotas em Baçorá e às portas de Baguedade dos exércitos fiéis a Alamim, outros motins dos militares, e uma revolta da população de Baguedade obrigaram Alamim a refugiar-se no palácio. A 1 de setembro de 813, o palácio foi tomado de assalto pelas tropas de Almamune. Alamim foi decapitado e a sua cabeça, juntamente com o anel do califado, o cetro e o manto de Maomé, foram enviados a Almamune. A título póstumo, Alamim foi cognominado al-Maclu ("O decaído"). Dois dos filhos de Almamune e a sua mãe que estavam prisioneiros de Alamim foram ter com o pai. Os filhos de Alamim foram presos e enviados para Almamune. Almamune foi reconhecido como califa em todo o império dos abássidas.
Almamune dava mostras de mudar de política em relação aos xiitas. Ele pensava que os persas eram favoráveis aos haxemitas e pediu apoio ao Ali Arrida (ou Imã Reza, um dos doze imames), convidando-o a juntar-se a ele em Merve. Em 818, Ali Arrida foi ter com Almamune, deixando apenas o seu filho Maomé Aljauade e a sua esposa. As marcas de honra dadas pelo califa a Arrida provocaram a hostilidade dos notáveis árabes. Almamune designou Ali Arrida como seu sucessor, na esperança de se reconciliar com os xiitas. Esta sucessão só deveria ter lugar se Ali Arrida sobrevivesse a Almamune. Este mudou a cor da sua bandeira, retirando o negro, a cor dos abássidas, e substituindo-o pelo verde, a cor dos álidas. Houve tumultos em todo o Iraque contra Almamune e à sua política de aliança com os xiitas. Ali Arrida advertiu Almamune sobre a escolha do governador do Iraque que estava na origem dos tumultos. Os xiitas consideraram que a oferta da sucessão não tinha qualquer valor, pois Ali Arrida estava velho e não tinha qualquer hipótese de sobreviver a Almamune e chegaram a suspeitar que Almamune tinha envenenado o seu imã.

## Um início de reinado agitado
Em 816, Pabeco assumiu a liderança do movimento religioso dos curramitas. Este movimento antiárabe e antimuçulmano conduziu a uma guerra de independência nos territórios azeris do (atualmente Azerbaijão e Azerbaijão iraniano). Babaque viria a ser executado a 4 de janeiro de 838 em Samarra, durante o reinado de Almotácime (r. 833–842).[carece de fontes?]
Em 817, em Baguedade, Ibraim ibne Almadi, filho do califa Almadi (r. 775–785) e irmão mais velho de Harune Arraxide, revoltou-se contra o acordo com Ali Arrida pois viu nisso a suposta intenção de Almamune de desapossar a família abássida. Na sexta-feira de 24 de julho de 817, Ibraim subiu ao púlpito em Baguedade e proclamou a queda de Almamune e declarou-se califa. Sob as suas ordens, um exército partiu de Baguedade e apoderou-se de Cufa. Outro exército apoderou-se de  Almadaim, a 30 km de Baguedade. Ao mesmo tempo, um grupo de carijitas provoca uma revolta no Sauade (zona irrigada do sul da Mesopotâmia). Ibraim queria atacar esses novos adversários, mas os seus generais simpatizava, como eles e as tropas reclamavam os seus salários. Depois de ter pago aos soldados com os tesouros de Baguedade, Ibraim dirige-se a Uacite, que conquista, e consegue acabar com a  revolta carijita.[carece de fontes?]
Almamune foi alertado para a situação no Iraque. Finalmente, saiu de Merv a 22 de fevereiro de 818 rumo a Tus, onde o seu pai estava enterrado. Fez uma paragem em Sarakhs, onde mandou assassinar o seu vizir Alfadle. Saiu de Tus no fim do Ramadão de 202 A.H. (c. abril de 818). Ali Arrida morreu depois desta estadia em Tus, a 23 de agosto segundo algumas fontes ou a 5 de setembro. Prosseguiu o seu caminho para o Iraque passando por Ray. Por onde passava, diminuía os impostos para obter o apoio da população. Quando os generais de Baguedade se apercebem da chegada iminente de Almamune, juntam-se a ele, traindo Ibrahim, que se põe em fuga. A cidade de Baguedade recebe Almamune a 12 de agosto de 819, que se apresenta de novo com as vestes negras dos abássidas.[carece de fontes?]

## Dissidência de Tair

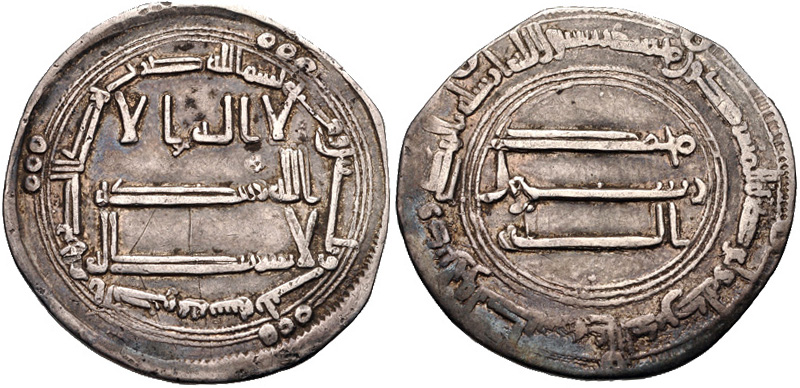
Dirrã de Almamune

Em 821, Almamune recompensa os seus serviços de Tair ibne Huceine nomeando-o governador de Coração. No entanto, Almamune desconfia do seu general, sobretudo depois de ter ouvido o relato da sua mãe do assassinato de Alamim às mãos de Tahir (durante o Cerco de Bagdá de 812-813), quando as ordens que ele tinha dado eram fazê-lo prisioneiro. Em 822 omitiu o califa na oração de sexta-feira, declarando assim a sua independência. Almamune tinha introduzido um escravo no pessoal de Tahir com a missão de envenenar Tahir se este declarasse a independência. Nesse mesmo dia, o escravo cumpre a sua missão e Tahir morre ao fim da tarde.
Almamune deixou que o filho de Tahir sucedesse ao pai. Esta decisão iria sancionar o desmembramento do império. Os taíridas podem considerar-se os fundadores do primeiro estado independente no Irão depois da conquista árabe de 642.[carece de fontes?]

## Almamune e os sábios: o "Observatório de Baguedade" e a "Casa da Sabedoria"
O reinado de Almamune teve grande sucesso do ponto de vista cultural. O califa interessava-se pessoalmente pelo trabalho dos sábios, sobretudo daqueles que conheciam a língua grega. Ele reuniu em Baguedade estudiosos de todas as religiões, os quais tratava magnificamente e com a mais completa tolerância. Fez vir de Bizâncio manuscritos e uma das condições de paz com o Império Bizantino foi que lhe enviassem uma cópia do Almagesto, o tratado de astronomia do século II da autoria de Ptolemeu.[carece de fontes?]
Almamune era um apaixonado por astronomia e em 829 criou um observatório no local mais elevado de Baguedade, perto da porta Chamassia, o qual foi o primeiro observatório permanente do mundo. O observatório de Baguedade permitia aos astrónomos do califa, os quais tinham traduzido o Tratado de Astronomia e o catálogo de estrelas do grego do II a.C. Hiparco, observarem metodicamente o movimentos dos astros. Ali foram levadas a cabo experiências destinadas a calcular a distância correspondente a um grau de latitude terrestre. Em reconhecimento desses trabalhos, uma das crateras lunares tem o seu nome: Almanon.
Após a sua estadia na Ásia Central, ele levou consigo os três filhos de Muça ibne Xaquir, um ex-ladrão que se tornou astrónomo e companheiro do futuro califa. Quando Muça morreu, Almamune tornou-se tutor dos filhos Maomé, Amade e Haçane e deu-lhes uma sólida formação em ciências aplicadas e concedeu-lhe uma quantia considerável de dinheiro para fundarem e dirigirem em Baguedade a "Casa da Sabedoria" (Bayt al-Hikma).[carece de fontes?]
O grande matemático al-Khwarizmi passou grande parte da sua vida em Baguedade, sob o patrocínio de Almamune. Com a ajuda dos seus colegas, ele traduziu para árabe os manuscritos gregos de Bizâncio reunidos na biblioteca fundada pelo califa na Casa da Sabedoria, e estudou a partir deles geometria, álgebra e astronomia.[carece de fontes?]

### O sonho de Almamune
Nas palavras de Almamune, uma noite ele teve um sonho:
| “ | Vi em sonhos um homem sentado com a pose dos sábios e perguntei-lhe: «Quem és tu?»; ele respondeu-me: «Aristóteles, o Sábio». Coloquei-lhe então a questão: «Diz-me como definir a palavra justo?»; Aristóteles: «Aquele que é consistente com a razão». Almamune: «Mas ainda?»; Aristóteles: «Aquele que aprecia o o interlocutor». Almamune: «Mas ainda?»; Aristóteles: «Aquele que não teme as consequências». Almamune: «Mas ainda?»; Aristóteles: «Não há mais, o resto não serve senão para entreter os homens.» | ” |

Foi para aprender a distinguir a palavra justa de uma recreação dos homens que Almamune deu um impulso decisivo à Casa da Sabedoria, que na prática  tinha sido fundada pelo seu pai Harune Arraxide, mas como uma biblioteca de uso exclusivo do príncipe. Sob Almamune, a essa biblioteca foi aberta à elite dos sábios e tornou-se a base de uma grande ambição intelectual à escala do império.

## Política religiosa
Em 830, quando Almamune atravessava a cidade de Harã durante a sua última campanha contra os bizantinos, ele reparou nas gentes de cabelos compridos e roupas apertadas na cintura, que não nada mais que sírios que se tinham mantido pagãos e que continuavam a praticar a religião dos seus antepassados sem terem sido perturbados pela chegada, primeiro do Cristianismo e depois do Islão. [carece de fontes?] Eles escaparam ao dilema argumentando que eram sabeístas, uma seita reconhecida pelo Alcorão, e foram autorizados a manter as suas práticas religiosas.
Em 833, o mutazilismo torna-se a escola teológica oficial da corte do califado abássida, depois de ter sido adotada pelo califa Almamune. O mutazilismo era profundamente influenciado pelo racionalismo de Aristóteles e afirmava que a fé e a prática religiosa deviam ser dirigidas pela razão baseando-se no Alcorão. Isso ia contra a tradição que dizia que cada um deve encontrar todas as respostas na leitura literal do Alcorão e dos Hádices (leis, lendas e histórias da vida de Maomé). Além disso, os mutazilitas afirmavam que o Alcorão tinha sido criado, o que ia  contra a ideia generalizada que afirma que o Alcorão é incriado e por conseguinte eterno.[carece de fontes?]
Al-Mahdi tinha declarado que o califa não era apenas um soberano, pois fazia parte dos seus deveres definir a ortodoxia religiosa afim de manter a coesão da umma (comunidade dos crentes). Em 828, Almamune criou um tribunal inquisitorial encarregado do controlo da ortodoxia religiosa, a mihna (محنة; prova, exame). As sanções impostas pela mihna tornaram-se cada vez mais impopulares entre os ulemás, que se uniram contra ela. Esta situação perdurou até 848, quando o califa Mutavaquil voltou à tradição anterior, o que resultou numa diminuição do poder religioso dos califas a favor dos ulemás. O período de reformas religiosas de Almamune é chamado de "período da Prova", "do Ordálio" ou ainda "da Inquisição".[carece de fontes?]
É durante o reinado de Almamune que as grandes maddhabs (escolas jurídicas) se afirmaram verdadeiramente. Em particular, as diferenças entre o xiismo e o sunismo tornam-se mais precisas. O famoso teólogo e jurista muçulmano Amade ibne Hambal tornou-se célebre pela sua oposição à mihna.[carece de fontes?]

## Salteador de túmulos no Egito?
Em 832, Almamune mandou efetuar escavações (não é claro se se tratavam de escavações arqueológicas se de simples pilhagens) no Egito, na Pirâmide de Quéops, construída pelo faraó Quéops (2 590—2 565 a.C.), filho de Seneferu, considerado por muitos historiadores como um dos mais grandiosos faraós da história do Antigo Egito. Aparentemente os "visitantes" conseguiram ter acesso de forma relativamente fácil à câmara funerária do faraó e aos seus tesouros. Este ato de profanação ou pilhagem não é muito surpreendente, pois o roubo de mastabas e pirâmides era prática corrente desde há muito tempo. A forma de construção das pirâmides e a disposição dos seus elementos no interior eram muito semelhantes entre elas, pelo que quem conhecesse uma pirâmide por dentro facilmente encontraria os seus caminhos noutra. As câmaras funerárias situam-se no fim de uma sucessão de salas destinadas às oferendas, num alinhamento axial que frequentemente é o mesmo em todas as pirâmides.[carece de fontes?]
Almamune fez mais do que uma tentativa para chegar aos tesouros da pirâmide e já tinha observado antes a arquitetura interior de outras pirâmides, pelo que mandou perfurar a face direita da pirâmide de Quéops apenas no seu eixo, evitando assim o obstáculo do corredor ascendente para chegar com segurança e rapidamente à câmara funerária e aos seus tesouros.[carece de fontes?]

## Fim do reinado
Almamune tentou divorciar-se da sua esposa porque ela não lhe ter deu herdeiro algum. A sua esposa consultou um juiz sírio antes que o marido tivesse designado ele próprio um juiz. O juiz recusou o divórcio. Esta recusa do juiz levou os califas seguintes a não se casarem, preferindo encontrar a mãe dos seus herdeiros no harém.[carece de fontes?]
Durante o reinado de Almamune, o Império Abássida foi ligeiramente expandido. A revolta dos hindus no Sinde (atual Paquistão) foi esmagada e a maior parte do que é atualmente o Afeganistão foi integrada no império após a rendição do rei de Cabul. As zonas montanhosas do Irão foram melhor controladas pelo poder central. No Magrebe e parte de Ifríquia reinava Idris II (r. 791–828), a partir da sua capital em Fez (atual Marrocos). A dinastia idríssida, fundada por Idris I (r. 789–791), era formalmente vassalo dos abássidas, mas era praticamente independente, um pouco à semelhança dos taíridas em Coração, no Irão.[carece de fontes?]
As batalhas contra o Império Bizantino continuaram e foi no decurso de uma campanha contra os bizantinos na Cilícia que o califa morreu a 10 de agosto de 833 perto de Tarso. Supostamente está sepultado numa  mesquita dessa cidade. Pouco tempo antes da sua morte, Almamune nomeou como seu herdeiro presuntivo o seu irmão Abu Ixaque, que reinou com o nome Almotácime.